# 太祖四騎敗八百兵
「太祖四騎敗八百兵」は、『滿洲實錄』にみえる明万暦13年1585の戦役。
建州女直酋長ヌルハチ (後の清太祖) が僅か三人の武臣とともに界凡ジャイフィヤンの地で敵聯合軍800人の大群を撃退した。

## 経緯

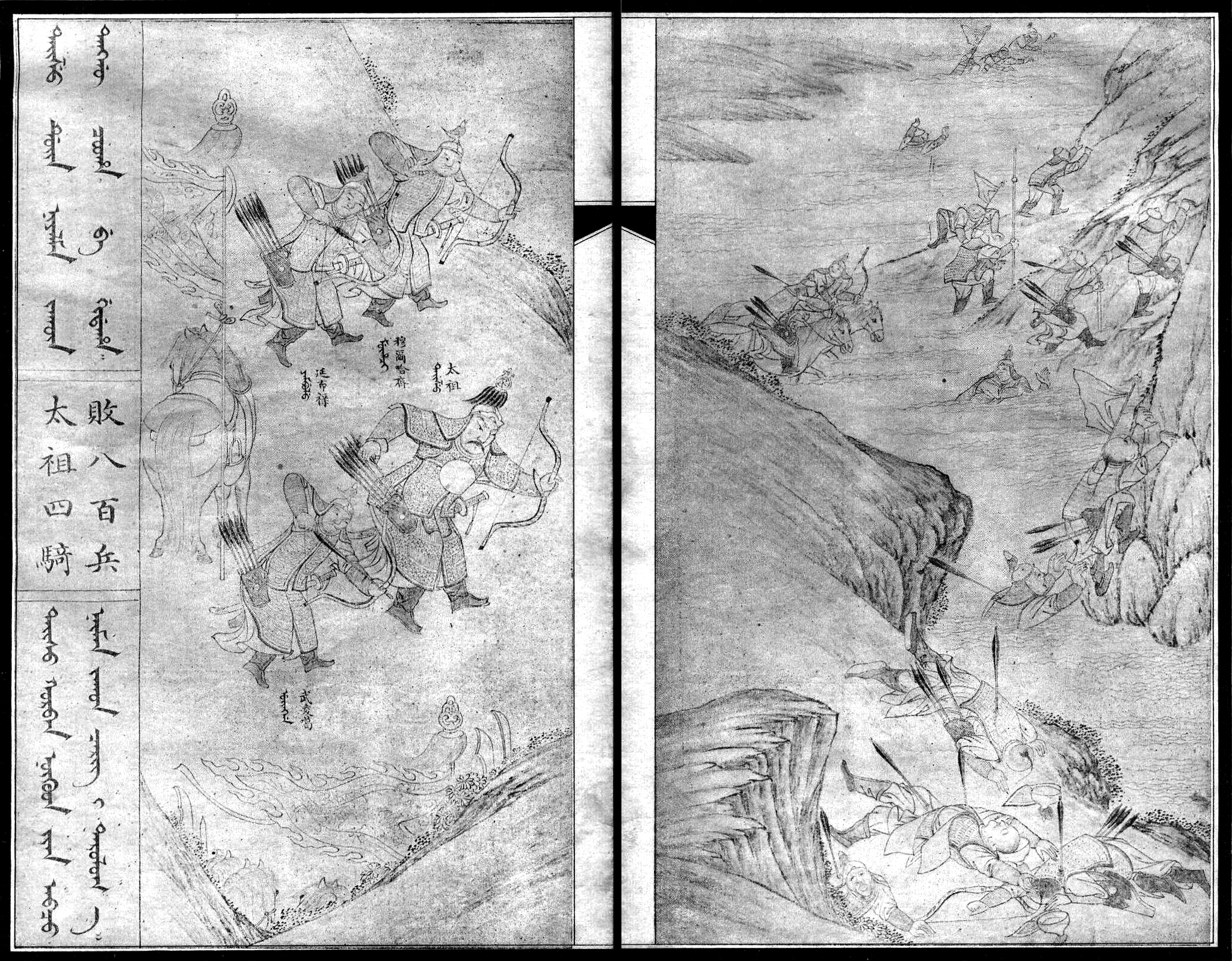
左上：ヤムブル^{左}、ムルハチ^{右}/ 左下：ウリンガ^{左}、ヌルハチ^{右} (『滿洲實錄』巻2「太祖四騎敗八百兵」)

明万暦13年1585旧暦4月、ヌルハチは哲陳ジェチェン部 (建州女直の一つ) を征討すべく、歩騎あわせ500人を率いて出兵した。ところが途中、洪水に遭って進軍困難となった為、綿甲兵50と鉄甲兵30のみをのこして帰還させ、この80人を率いて道中の村々を掠奪しつつ行軍を続けた。その頃、托漠河トモホ、章甲ジャンギャ、把爾達バルダ、撒爾湖サルフ、界凡ジャイフィヤンの五城の城主は、加哈ギャハという土地に住む蘇枯賴虎スク･ライフという者からヌルハチ軍の来襲を聞き知り、兵を結集させてヌルハチの侵攻を阻止しようと画策した。一方、ヌルハチが見張りとして隊伍の後方においた能古德章京ネングデ･ジャンギンは、それを知るや直ちにヌルハチに報せようと駆け出したが、肝心のヌルハチを見失い追い越してしまった。

ヌルハチはネングデを信頼して大した準備もないまま敵地へ進行を続けたが、そこへ不意に敵の大群の影がみえた。遥か彼方ジャイフィヤンの地に、渾河から南山にかけて敵兵800餘人が陣営を張っていた。ヌルハチの大叔父ボオランガの孫・札親ジャチンと桑古里サングリも従軍していたが、敵の大群をみて懼れをなした二人は、鎧甲を脱ぎ別の兵に推しつけてトンズラを図った。ヌルハチはその内弁慶ぶりに憤りながら軍旗をもぎ取ると、自ら先頭に立って進んだ。しかし敵の大群には動く気配がない。ヌルハチはそこで乗ってきた馬を来た道に向かって逐い返し、弟・穆爾哈齊ムルハチと側近の顏布祿ヤムブル・兀凌噶ウリンガを伴って、たった四人で敵陣へ斬り込んだ。四人は弓矢を構えて勇敢に戦い、20餘人を討ちとって敵の大群を圧倒した。懼れをなした800人の敵軍は渾河を渡ってジャイフィヤンへ遁走した。
暑さで眩みそうになったヌルハチは鎧甲を脱ごうとしたが鞐こはぜが外れず、引きちぎって解くなりその場に腰を下ろした。そこに後援部隊が到着したが、「餘勢を駆って今すぐ追撃すべし」と勝手なことを言った為、ヌルハチの機嫌を損ねた。その頃、800人の敵軍はすでに渾河を渡りきって対岸にあがろうとしていた。それをみたヌルハチは兜を被りなおすや兵を率いて再び追撃し、45人を討ち取り勢いそのまま、弟ムルハチとともにジャイフィヤンの険隘・吉林岡ギリン･ハダに至った。その頂に立ってみると、登り来る敵兵15人がみえた為、敵に気づかれぬように兜の飾り房をはずし、息を殺して身を潜めた。敵兵が充分に近づくのを待ってヌルハチが先頭の敵兵の腰に矢を射中てると、ムルハチも続く二人めに矢を中てて倒し、のこりの13人は崖から転落して全滅した。ヌルハチは天の加護に感謝し撤収した。

## 脚註

### 典拠
1. ↑  胡, 增益 (1994). “ᡨᠣᠮᠣᡥᠣ tomoho”. 新满汉大词典. 新疆人民出版社. "[名] 托谟和 (明代建州女真哲陈布居住地，在今辽宁省新宾满族自治县)。"
2. 1 2 3  “乙酉歲萬曆13年1585 4月1日段296”. 太祖高皇帝實錄. 2
3. 1 2 3  “乙酉歲萬曆13年1585 4月段30”. 滿洲實錄. 2
4. ↑  “第九篇-四.-ロ. 哲陳部 (界藩城)”. 滿洲歷史地圖. 2. p. 605
5. ↑  1. マンジュ五部. “明末清初期マンジュ・フルン史蹟調査報告 - 2005年遼寧・吉林踏査行”. 満族史研究 (5):  66. (2006).

### 註釈
1. ↑  「太祖四騎敗八百兵」(書き下し：太祖四騎ニシテ八百ノ兵ヲ敗ル, 拼音：tàizǔ sìqí bài bābǎi bīng)
2. ↑  董鄂ドンゴ部の額爾機瓦爾喀エルギ･ワルカ(何和哩ホホリの父) を殺害したのがこのトモホ部部主・額吐阿祿エトゥ･アルの部下で、ヌルハチの叔父・寶實ボオシの子アハナがその同姓同名の犯人と混同されたこと (→「アハナ」参照) がきっかけとなり、ヌルハチは後にドンゴ部に襲撃されそうになった (→「太祖宥鄂爾果尼洛科」参照)。一説に、トモホは哲陳ジェチェン部の一地名。[1]
3. ↑  『太祖高皇帝實錄』では「加哈」、『滿洲實錄』では「嘉哈」としているが、比定地不詳。興京ヘトゥアラ附近で「吉雅哈河giyaha bira」という河川が蘇子河に注ぐが、関聯性不詳。
4. ↑  「章京zhāngjīng」は漢語「將軍jiàngjūn」を満洲語で音写した「janggin」をさらに漢語で音写した語。「長」や「主」などの意。
5. ↑  箭内亙『滿洲歷史地圖』に拠れば、ジャイフィヤンの城砦は蘇子河が渾河と合流する地点の東に位置し、北に渾河を、南に蘇子河を臨む。[4]仮にヌルハチ軍が蘇子河に沿う道を北西方に行軍したとすれば、敵からみて南東方から来たことになる為、『清實錄』にあるように敵軍が渾河を渡って逃げたのなら、南から北に渡渉したことになるが、ジャイフィヤンの城塞は渾河の北にはない為、「遂奔界凡爭渡渾河而遁」の記述と一致しない。仮に現在の撫通高速公路 (S10) に沿う道から北上して渾河の北岸に出たとすれば、『清實錄』の記述と矛盾はなくなるが、どの経路を採ったかまでは書かれていない為、ここでは原文の通りに訳した。

## 文献

### 實錄
＊中央研究院歴史語言研究所
『清實錄』
- 編者不詳『滿洲實錄』乾隆46年1781 (漢) 
  - 『ᠮᠠᠨᠵᡠ ᡳ ᠶᠠᡵᡤᡳᠶᠠᠨ ᡴᠣᠣᠯᡳmanju i yargiyan kooli』乾隆46年1781 (満) ＊今西春秋訳版
    - 今西春秋『満和蒙和対訳 満洲実録』刀水書房, 昭和13年1938訳, 1992年刊
- 覚羅氏勒德洪『太祖高皇帝實錄』崇徳元年1636 (漢)

### 史書
- 稻葉岩吉『清朝全史』上巻, 早稲田大学出版部, 大正3年1914
- 趙爾巽『清史稿』清史館, 民国17年1928 (漢) ＊中華書局版
- 孟森『清朝前紀』民国19年1930 (漢) ＊商務印書館版

### 地理書
- 呂耀曾, 宋筠, 王河, 他『盛京通志 (増輯本)』乾隆1 (1736) (漢文)
- 白鳥庫吉 監修, 松井等, 箭内亙, 稻葉岩吉 撰『滿洲歷史地理』巻2, 南満洲鉄道株式会社, 大正31914

### 論文
- 『明治大学人文科学研究所年報』巻30 (1989) 神田「後金国の山城・都城の研究」
- 『満族史研究』号5 (2006) 承 志, 杉山 清彦「明末清初期マンジュ・フルン史蹟調査報告-2005年遼寧・吉林踏査行」

### Web
- 栗林均「モンゴル諸語と満洲文語の資料検索システム」東北大学
- 「明實錄、朝鮮王朝実録、清實錄資料庫」中央研究院歴史語言研究所 (台湾)